# Impresszió, napkelte
Az Impresszió, napkelte (Impression, Soleil Levant) Claude Monet festménye, az impresszionizmus „névadója”. A festmény a párizsi Musée Marmottan gyűjteményének része.

## Festés a szabadban
Monet 1872 őszén tért haza Londonból, ahova a porosz–francia háború elől menekült, a képet kevéssel ezután festette Le Havre-ban, ahol a gyerekkorát töltötte. A festmény szállodája, az Hôtel de l’Amirauté kikötőre nyíló ablakából készült. A  művész, szakítva az akadémikus hagyományokkal, elsősorban az atmoszférát és a fény játékát, nem pedig a látványt akarta megörökíteni, ami Eugène Boudin és William Turner hatását mutatja.
A képen a kikötőt pára vagy köd borítja, amelyben elmosódnak a kontúrok, így inkább csak sejteni lehet a vízen úszó bárkákat, a háttérben horgonyzó vitorlást, a füstölő kéményeket és az áruk rakodására szolgáló darukat. A kékes-narancsos árnyalatok közül a középen haladó csónak sötétje és a napkorong fényes foltja emelkedik ki. Részletek nem látszanak. A tenger felszínén különálló, erőteljes ecsetvonások hangsúlyozzák a különböző színek játékát.
Monet a plein air, a szabad téren, műtermen kívüli festés 1860-as években megjelent stílusát folytatta, amelynek jellemzői a gyorsan felvitt ecsetvonások, mivel alkotás közben a megvilágítás, szemben egy stúdióval, folyamatosan változott.

## Japán hatás

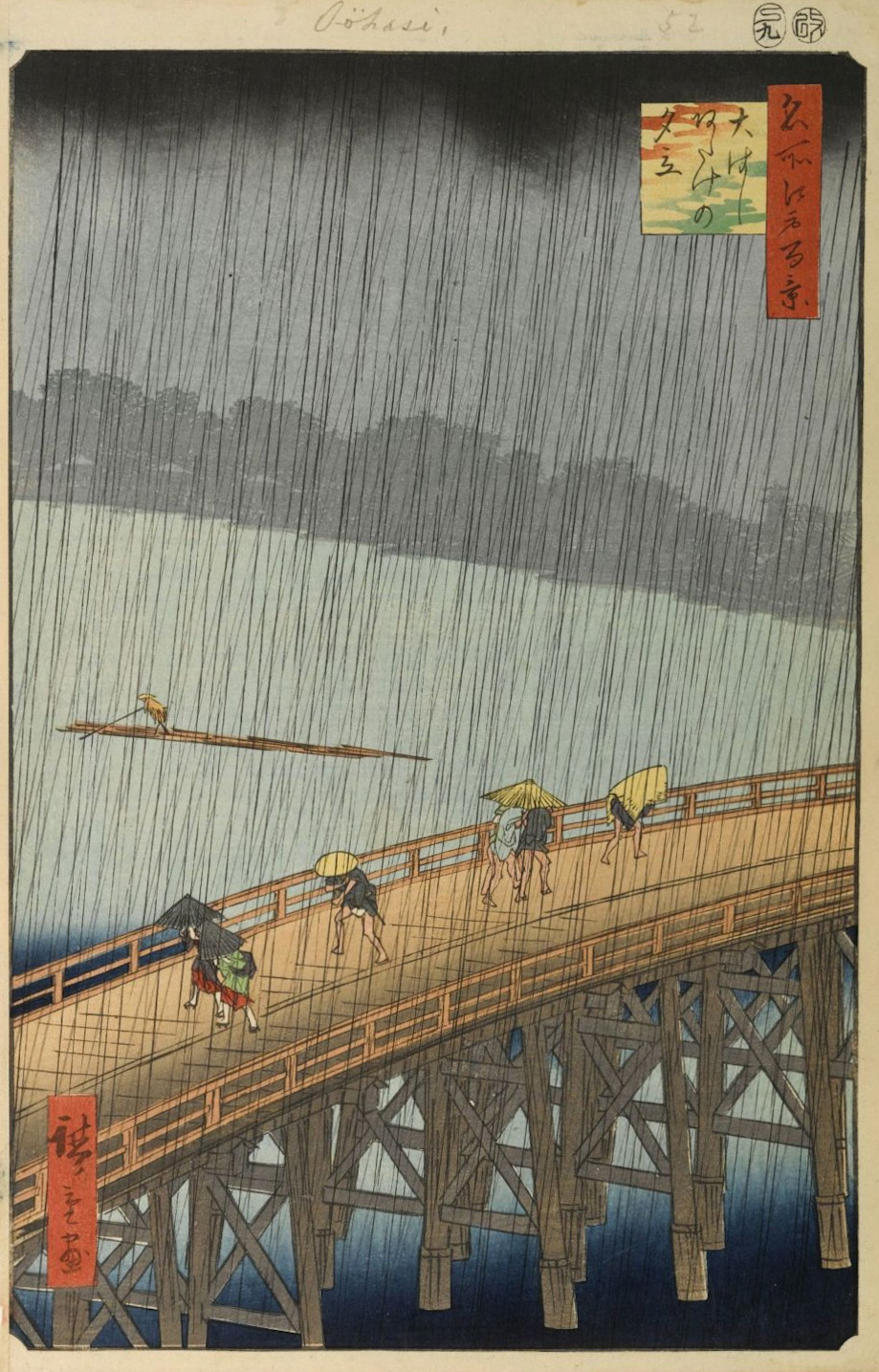

A művészre, csakúgy, mint sok kortárs alkotóra, nagy hatással voltak a japán nyomatok, amelyek a szigetország kétszáz éves elszigeteltsége után, az 1853-as kikényszerített nyitás után kezdtek áramlani Európába. Ezek a művek sok tekintetben elütöttek a kontinens akadémikus művészetének alapvetéseitől.
Monet is gyűjtötte a nyomatokat, és birtokában volt Utagava Hirosige Hirtelen zápor a Sin-Óhasi híd és Atake felett című képe, amelynek technikája az Impresszió, napkeltén is visszaköszön, például a hagyományos lineáris perspektíva elhagyásában. Monet ehelyett egy átlós vonalat alkot az egymás fölé (mögé) helyezett három bárkával.
Hirosige és Monet alkotása közös abban is, hogy az ábrázolt vízfelszín és az égbolt alig megkülönböztethető egymástól, a francia festőnél csak a néhány árnyalattal elütő, a festmény két szélét összekötő dokk, a Quai au Bois választja el őket. Monet képének, csakúgy, mint a japán nyomatoknak, nincs igazi mélysége, lapos.

## Fogadtatása
A festményt bemutatták a később impresszionistának nevezett alkotók első közös kiállításán 1874. április 15. és május 15. között. A tárlaton Monet öt festménnyel és nyolc pasztellképpel vett részt, mellette kiállított Camille Pissarro, Alfred Sisley, Édouard Manet, Paul Cezanne és Edgar Degas is. A kiállításon azok szerepeltek, akiknek benyújtott alkotását a hivatalos párizsi szépművészeti tárlat, a Salon visszautasította.
Több látogatót felháborítottak a képek, egyesek azt állították, hogy képtelenek kivenni, mit ábrázol az Impresszió, napkelte. Élményeiről beszámolt a Le Charivari című illusztrált lapban Louis Leroy, aki először használta Monet képe alapján az impresszionisták kifejezést az alkotói körön gúnyolódva az Impresszionisták kiállítása (L'Exposition des Impressionnistes) című cikkében 1874. április 25-én. „Egy kezdetleges állapotban lévő tapéta is inkább befejezett, mint ez a tengeri látkép” – írta a kritikus.